# Rudi (Comic)
Rudi ist die Haupt- und Titelfigur einer Comicstrip-Serie des Tübinger Autors Peter Puck.
Die Einseiter erschienen von 1985 bis 2005 monatlich in verschiedenen Stadtmagazinen, wie z. B. dem Stuttgarter Stadtmagazin Lift und dem ULTIMO (Münster/Bielefeld), sowie regelmäßig im Comic-Magazin Zack, dessen Leser „Rudi“ zu den beliebtesten Beiträgen der Zeitschrift gewählt haben. Sammelbände brachte bis 2002 der Stuttgarter „Heinzelmännchen“-Verlag heraus. Seit Dezember 2005 erschienen sieben Sammelbände beim Ehapa-Verlag.